# Hyänen der Unterwelt
Hyänen der Unterwelt ist ein US-amerikanischer Kriminalfilm aus dem Jahr 1952 von Seymour Friedman mit George Raft und Dorothy Hart in den Hauptrollen.

## Handlung
Bei der Delta Tire Company besprechen der Manager Rennick und Lieutenant White, wie man am besten den lokalen Kredithaien unter der Führung von Lou Donelli, die Fabrikmitarbeiter zum Glücksspiel verleiten und sie dann verprügeln, wenn sie ihre Kredite nicht zurückzahlen können, das Handwerk legt. Während der Mitarbeiter Ed Haines und seine Freunde darüber spekulieren, wer von ihnen dafür verantwortlich ist, neue Mitarbeiter zu den Kredithaien zu führen, bekommt seine Frau Martha Besuch von ihrem Bruder, dem Ex-Boxer Joe Gargen. Joe, der zu Unrecht angeklagt wurde, nachdem ein Mann, mit dem er kämpfte, zu Boden ging und an einer Kopfverletzung starb, hat gerade seine dreijährige Gefängnisstrafe abgesessen. Joe ist hingerissen von der Schönheit seiner Nachbarin Anne Nelson, Rennicks Sekretärin, die ihn besucht und ihm mitteilt, dass sie ein Vorstellungsgespräch bei Delta für ihn arrangiert hat. 
Am Abend wird das Abendessen unterbrochen, als Nachbar Steve Casmer blutüberströmt nach Hause kommt. Gegen Joes Rat planen Steve und Ed, die Fabrikarbeiter gegen die Kredithaie zu organisieren. Später stößt Joe unten mit Anne zusammen und küsst sie, ist aber enttäuscht, als ein Mann ihre Wohnung betritt. Bei Joes Vorstellungsgespräch am nächsten Nachmittag bittet Rennick ihn, verdeckt zu ermitteln, um den Kredithai-Spion der Fabrik zu identifizieren. Joe, der ein ruhiges Leben führen möchte, lehnt ab. Er ist jedoch erleichtert, als er erfährt, dass der Mann in Annes Wohnung ihr Bruder Paul ist. In der Zwischenzeit sammelt Ed Informationen von seinen Kollegen, die darauf hindeuten, dass Abteilungsleiter Charlie Thompson der Informant ist. Als Ed seinen Chef zur Rede stellt, macht Thompson einen Anruf und Ed wird ermordet. Sobald Joe von Eds Tod erfährt, kehrt er zu Rennick zurück und bietet an, die Mörder zu fassen, solange er es auf seine eigene Art und Weise tun kann. 
In den nächsten Wochen arbeitet Joe verdeckt in verschiedenen Bereichen des Werks. Obwohl er sich mit den Arbeitern anfreundet, weisen ihn einige zurück, als er vorgibt, Eds Mord gelassen zu sehen, um das Vertrauen der Gauner zu gewinnen. Bald stellt Thompson ihn Donelli vor, und Joe beginnt, beim Glücksspiel Geld zu verlieren, während er gleichzeitig Anne den Hof macht. Als ein Schläger versucht, ihn zu verprügeln, gewinnt Joe den Kampf mühelos und wird zu Donelli gerufen, der ihm einen Job anbietet, bei dem er „Geld eintreiben“ soll. Martha, Anne und seine Kollegen entdecken seinen neuen Job und Joe muss sich ihren Ärger gefallen lassen, um sein Vorhaben zu schützen. Bald trifft er den Buchhalter der Kredithaie, Walter Karr, und den Chef, Vince Phillips. Um mehr Macht zu erlangen und näher an den echten Chef heranzukommen, schlägt Joe einen Betrug vor, bei dem ein falsches Wäschereigeschäft als Fassade dient, um Hausfrauen Geld zu „leihen“. Innerhalb weniger Monate ist das Geschäftsvorhaben ein Erfolg und Joe verlangt 25 Prozent des Gewinns. Obwohl Donelli Joe gegenüber immer misstrauischer wird, vertraut Phillips ihm mehr und gibt zu, dass Donelli Charlie befohlen hat, Ed zu töten. 
Martha ist von Joe enttäuscht und zieht bei Anne ein, die sich nun weigert, mit ihm zu sprechen. Obwohl er kündigen will, ist Joe entschlossen, Eds Mörder zu fassen. Als Phillips seine Loyalität auf die Probe stellt und ihm befiehlt, Paul zu verprügeln, tut Joe dies. Als Martha hört, dass Anne vorhat, Joe bei der Polizei auszuliefern, eilt sie los, um mit ihm zu sprechen. Donelli hört über die Sprechanlage im Büro zu, wie Joe Martha wegschickt und dann Rennick anruft, um ihn um Hilfe zu bitten, Phillips zu beschuldigen. Donelli richtet eine Waffe auf Joe, aber Joe verprügelt ihn. Er sucht Phillips auf und verlangt 50.000 Dollar im Austausch für Aufzeichnungen ihrer Geschäftstransaktionen. Als Phillips Joe widerstrebend zu seinem Chef bringt, ist Joe schockiert, Karr zu sehen. Karr richtet eine Waffe auf Joe und er und Phillips jagen Joe durch seine Büros, die sich über einem alten Theater befinden. Während er sich in den Logenplätzen versteckt, gelingt es Joe, zuerst Phillips und dann Karr zu erschießen. Auf der Polizeiwache dankt Rennick Joe, indem er Anne hereinbringt, die ihn küsst, da sie nun weiß, wie viel er geopfert hat.

## Hintergrund
Gedreht wurde der Film vom 26. Januar bis Ende Februar 1952 in den RKO-Pathé-Studios in Culver City.
Im Oktober 1953 wurde berichtet, dass Regisseur Seymour Friedman die Produktionsgesellschaften „Lippert Productions“, „Encore Productions“ und die Verleihgesellschaft „Lippert Pictures“ auf die ihm noch zustehenden 5.000 Dollar Gehalt (2024: ca. 59.000 Dollar) und die vereinbarten fünf Prozent Gewinnbeteiligung verklagte. Der Ausgang des Rechtsstreits ist unbekannt.
Louis Diage war für das Szenenbild zuständig. 
Für Dorothy Hart war es die letzte Rolle in einem Kinofilm.

## Veröffentlichung
Die Premiere des Films fand am 25. April 1952 in Philadelphia statt. In der Bundesrepublik Deutschland kam er am 10. Oktober 1952 in die Kinos, in Österreich im Januar 1953.

## Kritiken
Der Filmkritiken-Aggregator Rotten Tomatoes hat in einer Auswertung ein Publikumsergebnis von 15 Prozent positiver Bewertungen ermittelt.
Der Kritiker des TV Guide sah einen guten Kriminalfilm, der sich durch hervorragende Kameraführung und Beleuchtung auszeichne.
Das Lexikon des internationalen Films schrieb: „Anspruchsloser, aber spannender Krimi mit sozialkritischen Aspekten.“